# Astatoreochromis vanderhorsti
Astatoreochromis vanderhorsti е вид бодлоперка от семейство Цихлиди (Cichlidae). Видът не е застрашен от изчезване.

## Разпространение
Разпространен е в Бурунди и Танзания.

## Описание
На дължина достигат до 13 cm.